# 大师 (电影)
是一部由保罗·托马斯·安德森编剧并执导的2012年美国剧情片。主演有華堅·馮力士、菲利浦·西摩·霍夫曼、艾美·亞當斯和蘿拉·鄧恩。2012年9月14日在北美有限上映。
該片由安納普爾納影業公司和古拉迪電影公司（Ghoulardi）聯合製作，溫斯坦影業發行。這部電影的靈感多種多樣：新興宗教山達基教創始人L·罗恩·贺伯特的生平故事、安德森的電影《黑金企業》的早期劇本草稿、托馬斯·品欽的小說《V.》、約翰·休斯頓的紀錄片《讓那裏有光》（Let There Be Light，關於患有創傷後壓力症的二戰退伍軍人）、賈森·羅巴茲在參演《心靈角落》時候向安德森講述的醉酒水兵的故事，以及作家約翰·史坦貝克的生平故事。《大師》幾乎全片都以65毫米膠卷拍攝，成為繼1996年肯尼思·布拉納（Kenneth Branagh）的《哈姆雷特》之後多年來第一部以70毫米膠片拍攝和上映的長片。
本片入選第69屆威尼斯影展正式竞赛单元，并获得了最佳導演銀獅獎和最佳男演員獎（華堅·馮力士与菲利普·塞默·霍夫曼分享）两个奖。

## 剧情
讲述了一个新興宗教组织的建立过程。二战之后，一个富有感召力的知识分子 Lancaster Dodd（菲利浦·西摩·霍夫曼 饰演）发起了一个宗教组织「The Cause」。一个流浪汉 Freddie Quell（華堅·馮力士 饰演）加入其中，并成为 Lancaster 的左膀右臂。正当这个宗教组织吸引了大批信徒、如日中天之时，Freddie 却陷入对这个宗教信仰体系和精神导师的深深怀疑之中。

## 角色
- 華堅·馮力士 飾 Freddie Quell[4]
- 菲利浦·西摩·霍夫曼 飾 Lancaster Dodd[5]
- 艾美·亞當斯 飾 Mary Sue Dodd
- 蘿拉·鄧恩 飾 Helen Sullivan[6]
- 安珀·查德絲（英语：Ambyr Childers） 飾 Elizabeth Dodd——Lancaster的女儿[7]
- 傑西·普萊蒙 飾 Val Dodd——Lancaster的儿子[8]
- Lena Endre（英语：Lena Endre） 飾 Mrs. Solstad[9]
- 雷米·馬利克 飾 Clark——Lancaster Dodd 的女婿[10]
- Madisen Beaty（英语：Madisen Beaty） 飾 Doris Solstad[11]
- 喬舒亞·克蘿絲（英语：Joshua Close） 飾 Wayne Gregory[12]
- 大衛·華沙斯基（英语：David Warshofsky） 飾 一名費城侦探[6]
- 派蒂·麥考馬克（英语：Patty McCormack） 飾 Mildred Drummond
- 凱文·歐康納（英语：Kevin J. O'Connor (actor)） 飾 Bill William

## 制作
2011年6月在加州瓦列霍与萨克拉门托开拍。在伯克利的 Hillside Elementary School 也进行了拍摄。Mihai Mălaimare, Jr.担任本片摄影师，这成为安德森导演首部未使用Robert Elswit担任摄影的作品。

## 评价
影片在好莱坞试映后，得到了广泛好评：“观看《大师》是我经历过的最棒的看片体验”、“《大师》证明了菲利普·塞默·霍夫曼是活着的最出色的演员之一”；并被认为是金狮奖与奥斯卡的有力争夺者。
媒体综评90分，其中《洛杉矶时报》、《娱乐周刊》、《基督科学箴言报》、《纽约时报》、《影音俱乐部》、《滚石》、《好莱坞报道》等多家媒体给出满分，参与评分的25家媒体有23家给出高分，烂番茄新鲜度88%。并被《卫报》列为2012年度十佳影片第一名。
代表性评价：“电影艺术的复兴之作，电影爱好者的终极涅槃”，“近年来最伟大的一部电影作品”，“对于电影技术的掌控炉火纯青，两位演员的表现无与伦比”，“导演极其精妙地设计和含糊剧情，似乎有意让观众无法洞察到影片核心中的黑暗”，“热情洋溢的同时又具备冷酷无情的基调，将美国文化中师徒关系、父子深情、人性特色等元素拿出来仔细探讨，并最终达到入木三分之效”，“令人窒息的强大电影美感！对传统剧情模式近乎无情的否定！若观众无法接受本片，那绝不是导演的问题”，“如此深刻地挖掘了人性中对那些具有领导风范之人无尽的个体崇拜和道德追逐”。

## 奖项
第46届堪萨斯城影评人协会奖：
- 最佳影片
- 最佳原创剧本
- 最佳男配角：菲利普·塞默·霍夫曼

旧金山影评人协会奖
- 最佳影片
- 最佳男主角：華堅·馮力士

芝加哥影评人协会奖
- 最佳男配角：菲利普·塞默·霍夫曼
- 最佳女配角：艾米·亚当斯

洛杉矶影评人协会奖
- 最佳导演

国家影评人协会奖
- 最佳女配角：艾米·亚当斯

广播影评人协会奖
- 最佳男配角：菲利普·塞默·霍夫曼

第70届金球奖提名：
- 剧情类最佳男主角：華堅·馮力士
- 最佳男配角：菲利普·塞默·霍夫曼
- 最佳女配角：艾米·亚当斯

第85届奥斯卡金像奖提名：
- 最佳男主角：華堅·馮力士
- 最佳男配角：菲利普·塞默·霍夫曼
- 最佳女配角：艾米·亚当斯

## 與山達基教的比較
在劇本公開後，很快便形成了劇中「起源」（The Cause）與山達基（也俗稱「科學教」）之間的比較。新聞媒體注意到演員霍夫曼與山達基教創始人L·羅恩·賀伯特（1911年-1986年）的體型相似。而且賀伯特也在第二次世界大戰中服役於美國海軍，並從醫院出院後在1950年創立了該信仰系統，如同劇本中蘭卡斯特·多德和他創立的信仰。本片故事在英國結束，大致上在同一時間，位於英格蘭的聖山莊園成為了賀伯特的住所和第一個山達基教「機構」。此外，本片提到的一個「身體健壯的水手」（abled bodied seaman）的需要和提到Freddie的心理失常都是山達基教成員在行政詞典中所使用的術語。
製作公司官方否認本片是鬆散地基於賀伯特的故事，監製JoAnne Sellar也否認與賀伯特有任何聯繫，表示「這是第二次世界大戰的劇情，這是關於一個在二戰後的流浪漢。」哈維·溫斯坦否認本片是關於山達基教的：「保羅對我說，電影是關於二戰後一名士兵的旅程……這個士兵發生的其中一件事情就是他去了一個異教」。安德遜表示他「總是認為賀伯特是一個偉大的人物，如此有趣和誇張，而不可能忽略」，他承認蘭卡斯特·多德的靈感來自於賀伯特，而且他應該知道的是什麼人會理解，表示「我不想把它變成一部傳記作品，這不是L·羅恩·賀伯特的故事。」
幾個網站建議「重要的荷里活山達基成員」反對該項目，因為他們擔心它可能揭露了太多的信仰，而其他人甚至推測山達基教會有足夠的力量阻止環球影業准許製作這部電影。然而，山達基教的代表並沒有聯繫任何製作團隊。當山達基教會的發言人Karin Pouw被問到如果教會對電影有什麼顧慮時，她說：「我們沒有看過這部電影，所以無論如何都不能談」，教會只是從報道中讀到而知道關於本片。根據安德遜說，山達基教會從來沒有對這個項目做任何直接或間接的詢問，也沒有試圖阻礙項目的進展，而當他們在製作電影時，山達基教是他們的最小的問題。
在2012年5月，據報導安德遜為他的朋友湯·告魯斯放映本片，告魯斯是一名演員和直言不諱的山達基成員，而他對電影的多部分有一些問題。告魯斯曾經在安德遜的1999年電影《人生交叉剔》中出演過。山達基教會的官員據聽說，當他們得知一個場景暗示信仰系統是領導人幻想出生的產物時，告魯斯便「勃然大怒」。告魯斯遇到問題的場景，就是Dodd的兒子告訴Quell，Dodd只是隨口編造信仰出來。他們不僅為這個陳述爭論，並且大概與小L·羅恩·賀伯特與他自己父親的衝突相似。雖然教會成員據說有反對其他的鏡頭，安德遜沒有從電影中把鏡頭刪除。他說告魯斯「看過電影。我們之間是有點事，不過一切都很好。」